# Arnold Böcklin (Schriftart)
Arnold Böcklin ist eine Schriftart, die 1904 von der Schriftgießerei Otto Weisert in Stuttgart entworfen wurde. Sie ist nach dem symbolistischen Schweizer Maler Arnold Böcklin benannt, der 1901 starb.
Die Arnold Böcklin ist die wohl bekannteste Schrift des Jugendstils und durch dessen florale Formen gekennzeichnet. Sie wurde für die Anwendung in großen Schriftgrößen erstellt. Dabei war das dekorative Aussehen wichtiger als die Lesbarkeit.
Die Schrift hatte große Bedeutung für die Buchgestaltung des Jugendstils. Eine Renaissance erlebte sie in den 1960er und 1970er Jahren, als Jugendstil-Design wieder in Mode kam. Sie beeinflusste ebenso die Illustrationen des britischen Künstlers Roger Dean wie auch in jüngerer Zeit die Arbeiten des Stuckisten Paul Harvey (* 1960). Da im Softwarepaket der CorelDRAW Graphics Suite unter dem Namen „Arabia“ ein Plagiat der Arnold Böcklin enthalten ist, wurde und wird die Schrift vielfach im Zusammenhang mit dem Orient und dem Nahen Osten verwendet, obwohl sie tatsächlich keine Gemeinsamkeiten mit der Kalligrafie arabischer Schriften hat.
Die Markenrechte für Arnold Böcklin liegen heute bei Linotype.
Die OpenType-Variante der Schriftart unterstützt Adobe-ISO-2-, Adobe-CE- und Latin-Extended-Zeichensätze.